# Szent Siegfried
Szent Siegfried (latinul: Sigfridus, svédül: Sigfrid), (Anglia, ? – Växjö, Svédország, 1045) szentként tisztelt középkori angol misszionárius.
Angol szerzetes volt, aki III. Olaf svéd király kérésére ment Svédországba, hogy ott a 9. századi Szent Oszkár óta elhanyagolt hitéletet felvirágoztassa. A legenda szerint távollétében 3 unokaöccsét a pogányok meggyilkolták – ám amikor Olaf király ki akarta végeztetni a gyilkosokat, Siegfried addig könyörgött, amíg megmentette életüket.
Siegfried 1045-ben hunyt el több évtizedes misszionáriusi élet után. A római katolikus egyház szentként tiszteli, és február 15. napján üli meg emlékét.